# Sandra Eckardt
Sandra Eckardt (* 17. Oktober 1975 in Hamburg) ist eine deutsche Moderatorin. Bekannt wurde sie durch die Fernsehserie Vermisst.

## Leben
Sandra Eckardt arbeitete bereits während des Studiums für den NDR. Ihren Magisterabschluss machte sie in den Fächern Sprachlehrforschung und Amerikanistik. Sie spricht fließend Englisch, Spanisch und Französisch. 
Nach einem Volontariat war sie seit 2005 für verschiedene Sendungen als Autorin und Moderatorin tätig. Von 2009 bis 2011 moderierte Eckardt zusammen mit Michael Thürnau die Schaubude für das NDR-Fernsehen. Sie übernahm 2012 als Nachfolgerin von Julia Leischik die Moderation der Sendung Vermisst auf RTL, 2020 verließ sie die Sendung.
Sandra Eckardt ist verheiratet und lebt mit ihrem Mann und ihrer Tochter in Hamburg.

## Moderationstätigkeit
- 2009–2011: Schaubude
- 2012–2020: Vermisst